# Museo Lamborghini
Museo Lamborghini eller Lamborghini Museum er automobilmuseum, der er ejet og drives af Automobili Lamborghini S.p.A i Sant'Agata Bolognese, Emilia-Romagna, Italien. Museet åbnede i to etager i 2001, og i juni 2016 blev det renoveret for at kunne gøre plads til udstilling af flere modeller.
Målet med museet er at dække alle de store milesten i firmaets historie, og til dette er der udstillet et stmatræ, der viser alle de modeller, som Lamborghini nogensinde har produceret. Blandt de udstillede modeller er superbiler som 350 GT og Sesto Elemento, samt konceptbiler som Veneno og Miura.